# Aldo Baito
Aldo Baito (Gorla Aminoro, Lombardía, 4 de enero de 1920 - 20 de diciembre de 2015) fue un ciclista italiano, que fue profesional entre 1946 y 1951. Destacó como velocista. Como amateur ganó el campeonato nacional en carretera. Como profesional destaca una victoria de etapa al Giro de Italia de 1946.

## Palmarés
- 1944
  - Campeón de Italia de ciclismo en ruta amateur
  - 1º en la Coppa Marin
  - 1º en el Targa de Oro Città di Legnano
- 1946
  - Vencedor de una etapa del Giro de Italia
  - Vencedor de una etapa de la Mónaco-París
- 1947
  - 1º en la Milán-Salsomaggiore

### Resultados al Giro de Italia
- 1946. 11º de la clasificación general. Vencedor de una etapa
- 1947. Abandona
- 1948. Abandona
- 1949. Abandona